# Spoorlijn Trier - Türkismühle
De spoorlijn Trier - Türkismühle, ook wel Hochwaldbahn of Ruwertalbahn genoemd, is een gedeeltelijk opgebroken spoorlijn tussen Trier en Türkismühle in de Duitse deelstaten Rijnland-Palts en Saarland en is als spoorlijn 3131 onder beheer van DB Netze.

## Geschiedenis
Het traject van de Hochwaldbahn werd op 15 augustus 1889 geopend.
Het traject tussen Trier/Ruwer en Hermeskeil werd in 1998 stilgelegd. Dit gedeelte van het spoorwegtracé is veranderd in een fietspad: de Ruwer-Hochwald-Radweg. In Hermeskeil is een spoorwegmuseum gevestigd.
Het zuidelijke deel werd nog tot 2012 gebruikt voor goederenvervoer en voor een museumtreindienst.

## Aansluitingen
In de volgende plaatsen is of was er een aansluiting op de volgende spoorlijnen:
Trier Hauptbahnhof
DB 3010, spoorlijn tussen Koblenz en Perl
DB 3130, spoorlijn tussen Trier Hauptbahnhof en Trier Nord
DB 3132, spoorlijn tussen Moselbrücke Pfalzel W212 en Trier Süd W810
DB 9310, spoorlijn tussen Trier Nord en Bullay Süd
Hermeskeil
DB 3021, spoorlijn tussen Langenlonsheim en Hermeskeil
Nonnweiler
DB 3274 spoorlijn tussen Wemmetsweiler en Nonnweiler
Türkismühle
DB 3201, spoorlijn tussen Türkismühle en Kusel
DB 3511, spoorlijn tussen Bingen en Saarbrücken